# Havensville
Havensville är en ort i Pottawatomie County i Kansas. Vid 2010 års folkräkning hade Havensville 133 invånare.